# Alan Moreno Ávalos
Alan Mauricio Moreno Ávalos (Iquique, Chile, 30 de octubre de 1995) es un futbolista profesional chileno que se desempeña como Defensa.

## Estadísticas
| Club                     | Div.       | Temporada  | Liga  | Liga  | Copas nacionales | Copas nacionales | Torneos internacionales | Torneos internacionales | Total | Total |
| Club                     | Div.       | Temporada  | Part. | Goles | Part.            | Goles            | Part.                   | Goles                   | Part. | Goles |
| ------------------------ | ---------- | ---------- | ----- | ----- | ---------------- | ---------------- | ----------------------- | ----------------------- | ----- | ----- |
| Deportes Iquique · Chile | 1.ª        | 2014-15    | —     | —     | 6                | 0                | —                       | —                       | 6     | 0     |
| Deportes Iquique · Chile | 1.ª        | 2015-16    | 6     | 0     | 3                | 0                | —                       | —                       | 9     | 0     |
| Deportes Iquique · Chile | 1.ª        | 2016-17    | 15    | 0     | 2                | 0                | —                       | —                       | 17    | 0     |
| Deportes Iquique · Chile | 1.ª        | 2017       | 8     | 0     | 1                | 0                | 1                       | 0                       | 10    | 0     |
| Deportes Iquique · Chile | 1.ª        | 2018       | 10    | 0     | —                | —                | —                       | —                       | 10    | 0     |
| Deportes Iquique · Chile | 1.ª        | 2019       | 5     | 0     | 2                | 0                | —                       | —                       | 7     | 0     |
| Deportes Temuco · Chile  | 2.ª        | 2019       | 2     | 0     | —                | —                | —                       | —                       | 2     | 0     |
| Deportes Temuco · Chile  | 2.ª        | 2020       | 11    | 0     | —                | —                | —                       | —                       | 11    | 0     |
| Deportes Temuco · Chile  | Total club | Total club | 13    | 0     | 0                | 0                | 0                       | 0                       | 13    | 0     |
| Deportes Iquique · Chile | 1.ª        | 2021       | 0     | 0     | —                | —                | —                       | —                       | 0     | 0     |
| Deportes Iquique · Chile | Total club | Total club | 44    | 0     | 14               | 0                | 1                       | 0                       | 59    | 0     |
| Total club               | Total club | Total club | 57    | 0     | 14               | 0                | 1                       | 0                       | 72    | 0     |
| 1. 2. 3.                 |            |            |       |       |                  |                  |                         |                         |       |       |